# الخطوط الجوية الصافي
شركة الخطوط الجوية صافي ومقرها دبي وكابول (فارسي : خطوط هوایی صافی) هي أول وأكبر شركة طيران مملوكة للقطاع الخاص من أفغانستان. وهي إحدى الشركات التابعة لمجموعة صافي وتأسست في عام 2006 من قبل رئيسها الحالي والرئيس التنفيذي، غلام حضرة صافي. لدى الشركة مقر رئيسي في شهر-إي-ناو، كابول، أفغانستان، ومكتب إداري في المنطقة الحرة بمطار دبي، ومكتب حجز في وسط الديرة، دبي، الإمارات العربية المتحدة. وهي أول شركة طيران أفغانية تعمل تماشياً مع متطلبات وكالة سلامة الطيران الأوروبية (EASA)، وشهادة تدقيق السلامة التشغيلية (أيوسا) الخاصة بالاتحاد الدولي للنقل الجوي (إياتا) ومنظمة الطيران المدني الدولية (ICAO).

## التاريخ

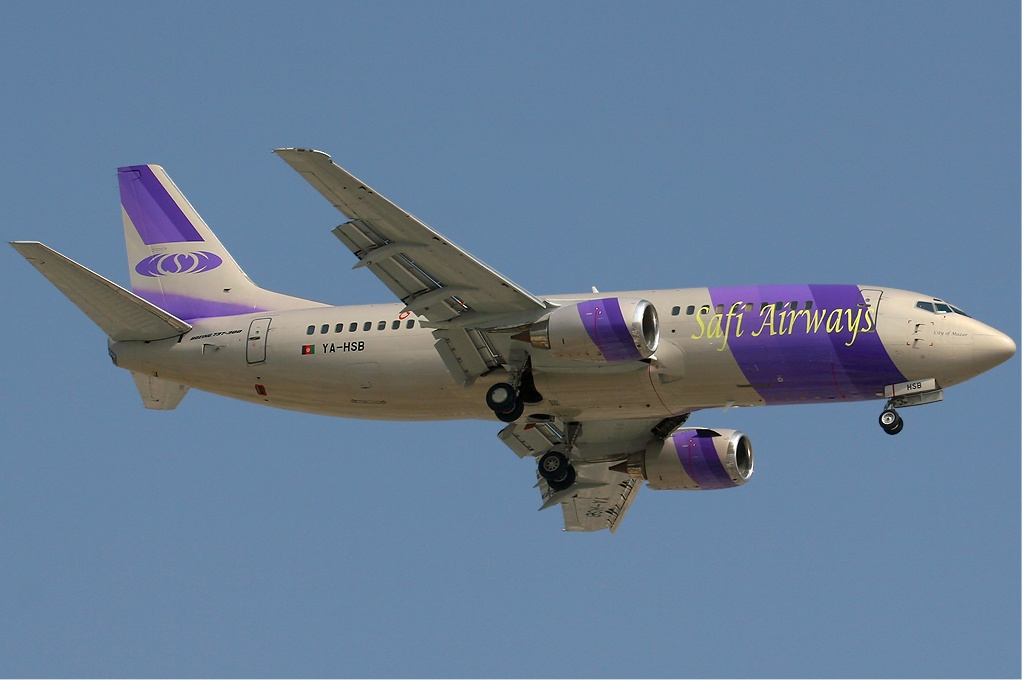
A Safi Airways Boeing 737-300 landing at Dubai International Airport, United Arab Emirates. (2009)

في 15حزيران/ يونيو 2009، بدأت شركة الخطوط الجوية صافي العمليات بين العاصمة الأفغانية، كابول، وفرانكفورت ،ألمانيا. تم تعليق هذه الخدمة في 24 تشرين الأول/ نوفمبر عام 2010 بسبب حظر الاتحاد الأوروبي الذي يمنع جميع الشركات الناقلة الأفغانية من الطيران إلى أوروبا.
في 5 تشرين الأول/ نوفمبر 2009، استلمت الخطوط الجوية صافي طائرة إيرباص A340-311 والتي تم التخلص منها بعد تعليق خط فرانكفورت بسبب حظر الاتحاد الأوروبي.
في عام 2011، استبدلت الخطوط الجوية صافي طائرات بوينغ 737-300 بطائرات إيرباص A32x. وتعتزم حالياً الحصول على إيرباص A330 لخطوط المسافات الطويلة.
أجرت منظمة الطيران المدني الدولي (ICAO) تدقيقاً على متن الخطوط الجوية صافي في شباط/ فبراير 2012، والذي اجتازته الشركة؛ وكانت أول شركة طيران أفغانية تتأهل لشهادة شركات طيران الركاب. [بحاجة لمصدر] 

| المدينة      | البلد                    | الاتحاد الدولي للنقل الجوي | منظمة الطيران المدني الدولية | المطار                   | المرجع |
| رؤية         | الإمارات العربية المتحدة | أ يو اتش                   | أو إم أ أ                    | مطار أبو ظبي الدولي      |        |
| البحرين      | البحرين                  | بي أ اتش                   | أو بي بي آي                  | مطار البحرين الدولي      |        |
| دلهي         | الهند                    | دي إي أل                   | في آي دي بي                  | مطار انديرا غاندي الدولي |        |
| دبي          | الإمارات العربية المتحدة | دي إكس بي                  | أو إم دي بي                  | مطار دبي الدولي          |        |
| فرانكفورت    | ألمانيا                  | أف آر أ                    | إي دي دي إف                  | مطار فرانكفورت           |        |
| هرات         | أفغانستان                | اتش إي آر                  | أو أ اتش آر                  | مطار هرات الدولية        |        |
| إسلام أباد   | باكستان                  | آي إس بي                   | أو بي آر إن                  | مطار بينظير بوتو الدولي  |        |
| كابول        | أفغانستان                | كي بي إل                   | أو أ كي بي                   | مطار كابول الدولي        |        |
| قندهار       | أفغانستان                | كي دي اتش                  | أو أ كي إن                   | مطار قندهار الدولي       |        |
| مدينة الكويت | الكويت                   | كي دبليو آي                | أو كي بي كي                  | مطار الكويت الدولي       |        |
| مزار شريف    | أفغانستان                | إم زد آر                   | أو أ إم إس                   | مزار شريف مطار الدولية   |        |

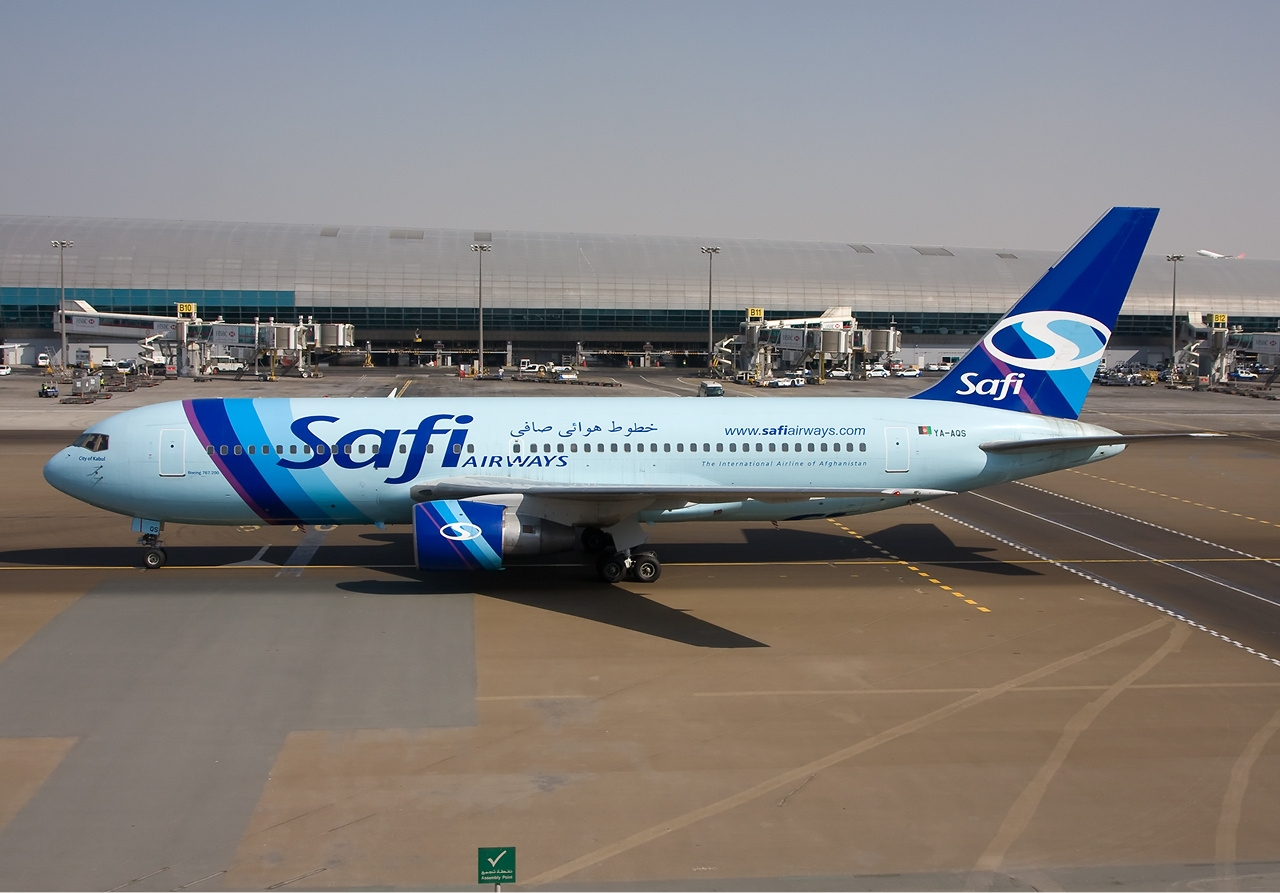
A Safi Airways Boeing 767-200ER at Dubai International Airport, United Arab Emirates. (2010)

تتطلع للخطوط الجوية صافي إلى توسيع شبكة خطوطها إلى دوشانبي، فرانكفورت، مشهد، طهران وواشنطن العاصمة بين عامي 2014 و2015.
الأسطول
 
طائرة بوينغ 767-200ER التابعة للخطوط الجوية صافي في مطار دبي الدولي، الإمارات العربية المتحدة.(2010)
 
طائرة إيرباص A340-300 التابعة للخطوط الجوية صافي في تسليم لنموذج أولي، وتهبط في مطار فرانكفورت، ألمانيا. (2010)
يضم أسطول الخطوط الجوية صافي الطائرات التالية (اعتباراً من آب/ أغسطس 2014):

| الطائرات        | في الأسطول | الطلبات | المسافرون | المسافرون | المسافرون | الملاحظات            |
| الطائرات        | في الأسطول | الطلبات | J         | Y         | مجموع     | الملاحظات            |
| --------------- | ---------- | ------- | --------- | --------- | --------- | -------------------- |
| إيرباص A319-100 | 2          | —       | 12        | 108       | 120       |                      |
| إيرباص A320-200 | 2          | —       | 12        | 132       | 144       | 1 تديرها كام للطيران |
| بوينغ 767-200ER | 1          | —       | 12        | 196       | 208       |                      |
| الإجمالي        | 5          | 0       |           |           |           |                      |

## الأسطول السابق
| مسحوبة          | مدرجة | الطائرات |
| --------------- | ----- | -------- |
| إيرباص 340-A300 | 2011  | 2009     |
| بوينغ 737-300   | 2008  | 2011     |
| بوينغ 787-9     | 2012  | 2014     |

## معلومات أخرى
الحجوزات على رحلات الخطوط الجوية صافي متاحة في جميع أنحاء العالم من خلال نظام التوزيع العالمي لأماديوس، وكذلك عن طريق هان للطيران، الذي يتعامل بالتذاكر الإلكترونية وعبر الإنترنت من خلال